# Y
 Тази статия е за латинската буква.  За химичния елемент вижте Итрий.  
Y е двадесет и петата буква в латинската азбука, взета от гръцката азбука, за да могат да се произнасят правилно гръцките думи (чуждици за латинския). Изписването е сходно и често се бърка с у.
Явява се 20-а в гръцкия език, в английския 25-а по ред, в немския – 28-а (ако се броят и умлаутите.) В полския тя заема 29-о място.
В някои езици не се употребява (хавайски, румънски), а в други е заменила i, j, или ï (ï специално заради архаичния вид).
В оригиналната латинска азбука носи название „i graika“ – [i grek] – ['igrek] посочва се гръцкия произход.
Името на кирилската буква й ([i 'kratko]) използвана в български, руски, украински и др., а и звукът й ['j] е сходен.